# Фарнакиды
Династия Фарнакидов (греч. Δυναστεία των Φαρνακιδών) — близкородственная династии Ахеменидов, родоначальником которой был персидский политик и министр финансов Фарнак I. Потомки Фарнака были сатрапами Геллеспонтской Фригии, Фарнак являлся сыном персидского царя Аршамы и братом Гистаспа. Последним представителем династии был Фарнабаз III.
До Фарнакидов Геллеспонтской Фригией управлял Митробат (ок. 525—522 гг.), после него было ещё несколько сатрапов. Род Фарнака руководил Геллеспонтской Фригией до IV века до н. э. после чего она была завоёвана Александром III.
Резиденция Фарнакидов находилась в Даскилеоне (неподалеку от Балыкесира, современной Турции).
После завоевания Фригии Александром Македонским, три дочери Артабаза II вышли замуж за александрийских аристократов;
- Артонида за Эвмена,
- Артакама за царя Египта Птолемея I Сотера,
- Барсина была любовницей Александра Македонского от которого родила сына Геракла (ум. 309 году до н. э.).

## Представители династии
- Фарнак I (ок. 550 — 497 до н. э.)
- Артабаз I (ок. 480 — 455 до н. э.)
- Фарнабаз I (ок. 455 — 430 до н. э.)
- Фарнак II (ок. 430 — 422 до н. э.)
- Фарнабаз II (ок. 422 — 387 до н. э.)
- Ариобарзан (ок. 407 — 362 до н. э.)
- Артабаз II (ок. 389 — 329 до н. э.)
- Фарнабаз III (ок. 370 — 320 до н. э.)